# Reacción de Beloúsov-Zhabotinski

Simulación de la reacción Belousov-Zhabotinsky

La Reacción de Beloúsov-Zhabotinsky, o Reacción BZ es una reacción oscilante que sirve como ejemplo clásico de la teoría del caos. Fue descubierta por Borís Pávlovich Beloúsov y estudiada por Anatol Zhabotinsky, quien explicó la secuencia de la reacción química.

## Definición de reacción química oscilante
El concepto básico de reacción química nos dice que esta consiste en una serie de sustancias químicas llamadas reactivos que puestas en contacto reaccionan entre sí dando lugar a los productos. Esperando un tiempo necesario, entre reactivos y productos se alcanza un equilibrio donde la relación de concentraciones entre reactivos y productos permanece constante. Es decir, en general solo un cierto porcentaje de reactivos se convierten en productos, de manera que en el equilibrio tenemos una mezcla de reactivos y productos.
En el caso de la reacción oscilante nos encontramos en una situación fuera del equilibrio, es decir, antes de que pase el tiempo necesario para llegar al equilibrio, donde la mezcla reactiva oscila entre contener prácticamente solo reactivos y prácticamente solo productos.
Si las oscilaciones son periódicas nos encontramos en el régimen regular. En caso contrario nos encontramos en régimen caótico.

## Historia
El descubrimiento del fenómeno se le acredita a Borís Pávlovich Beloúsov, quien se dio cuenta en la década de 1950 (los datos cambian dependiendo de la fuente pero contenidos en un rango de 1951 a 1958), que en una mezcla de bromato potásico, sulfato de Cerio (IV), ácido malónico y ácido cítrico, la concentración de los iones Ce(IV) y Ce(III) oscilaba, notándose esto mediante la oscilación de color de la reacción de un color amarillo a incoloro. Esto se debe a que los iones de Ce (IV) son reducidos por el ácido malónico a Ce(III), que son oxidados de nuevo a Ce(IV) por los iones de bromo (V).
Belousov hizo dos intentos de publicar su hallazgo, pero fue rechazado al no ser capaz de explicar sus resultados de forma que satisficieran a los editores de las revistas en las que lo presentó. Su trabajo fue publicado finalmente en una revista menos respetable.
Más tarde, en 1961, un estudiante de posgrado llamado A. M. Zhabotinsky recibió el encargo de trabajar sobre esta reacción y explicó la secuencia química, aunque los resultados de su trabajo no fueron ampliamente difundidos y no se popularizó hasta una conferencia en Praga en 1968.

## Diferentes reacciones de Belousov-Zhabotinsky
La reacción de BZ es en esencia una reacción redox en la que se oxida el ácido malónico por bromatos en un medio ácido. 
Constituye una mezcla reactiva muy compleja:
- Ácido malónico
- Ácido inorgánico, que puede ser el sulfúrico
- Una sal que aporte iones bromato (BrO3-)
- Una sal que aporte iones bromuro (Br-)
- Una sal de hierro (Fe2+)
- Una solución acuosa

Precisemos que un ion es un átomo o grupo de átomos cargados eléctricamente y que sus cargas son el resultado de la ganancia o pérdida de uno o más electrones. Cuando un ion se oxida pierde electrones y cuando se reduce los gana. Se utiliza un indicador redox llamado ferroina, así, los iones de hierro en el estado reducido (Fe2+) dan una coloración roja, y al oxidarse se convierten en Fe3+ (con ferroina), de coloración azul.
Para realizar la medida más precisa de las oscilaciones y poder comprobar su carácter caótico, se emplean electrodos conectados a un dispositivo capaz de medir las diferencias de potencial electrostático (un voltímetro). Dichas referencias de potencial están relacionadas con las concentraciones a través de la ecuación de Nernst, de manera que las oscilaciones en potencial son equivalentes en cuanto al comportamiento caótico se refiere, a las concentraciones de las diferentes especies químicas implicadas en la reacción.